# Czudzin
Czudzin (biał. Чудзін; ros. Чудин) – agromiasteczko na Białorusi, w obwodzie brzeskim, w rejonie hancewickim, w sielsowiecie Czudzin.
Znajduje się tu parafialna cerkiew prawosławna pw. św. Jerzego Zwycięzcy.
W dwudziestoleciu międzywojennym miejscowość leżała w Polsce. Początkowo należała do gminy Kruhowicze powiatu słuckiego, lecz 1 kwietnia 1920 r. gmina została wydzielona z powiatu słuckiego i przyłączona do gminy Czuczewicze powiatu łuninieckiego pod Zarządem Cywilnym Ziem Wschodnich; następnie w województwie poleskim.
Wieś otoczona jest zabagnionymi lasami. Obok wsi znajduje się Rezerwat Przyrody Borskij o znaczeniu republikańskim. Został on założony w 1979 w celu ochrony fauny i flory wpisanej do Czerwonej Księgi Białorusi, stanowisk żurawiny błotnej oraz zachowania naturalnego systemu bagiennego.